# Gare de Shin-Matsudo
La gare de Shin-Matsudo (新松戸駅, Shin-Matsudo-eki) est une gare ferroviaire japonaise située dans la ville de Matsudo dans la préfecture de Chiba. Elle est gérée par la East Japan Railway Company (JR East).

## Situation ferroviaire
La gare de Shin-Matsudo est située au point kilométrique (PK) 20,7 de la ligne Jōban et au PK 86,3 de la ligne Musashino.

## Histoire
La gare a été inaugurée le 1er avril 1973.

## Service des voyageurs

### Accueil
La gare dispose d'un bâtiment voyageurs, avec guichet, ouvert tous les jours.

### Desserte
- Ligne Jōban (local) :
  - voie 1 : direction Toride
  - voie 2 : direction Ayase (interconnexion avec la ligne Chiyoda pour Yoyogi-Uehara)

- Ligne Musashino :
  - voie 3 : direction Fuchū-Hommachi
  - voie 4 : direction Nishi-Funabashi